# Dolichonyx oryzivorus
Dolichonyx oryzivorus là một loài chim trong họ Icteridae.

## Hình ảnh

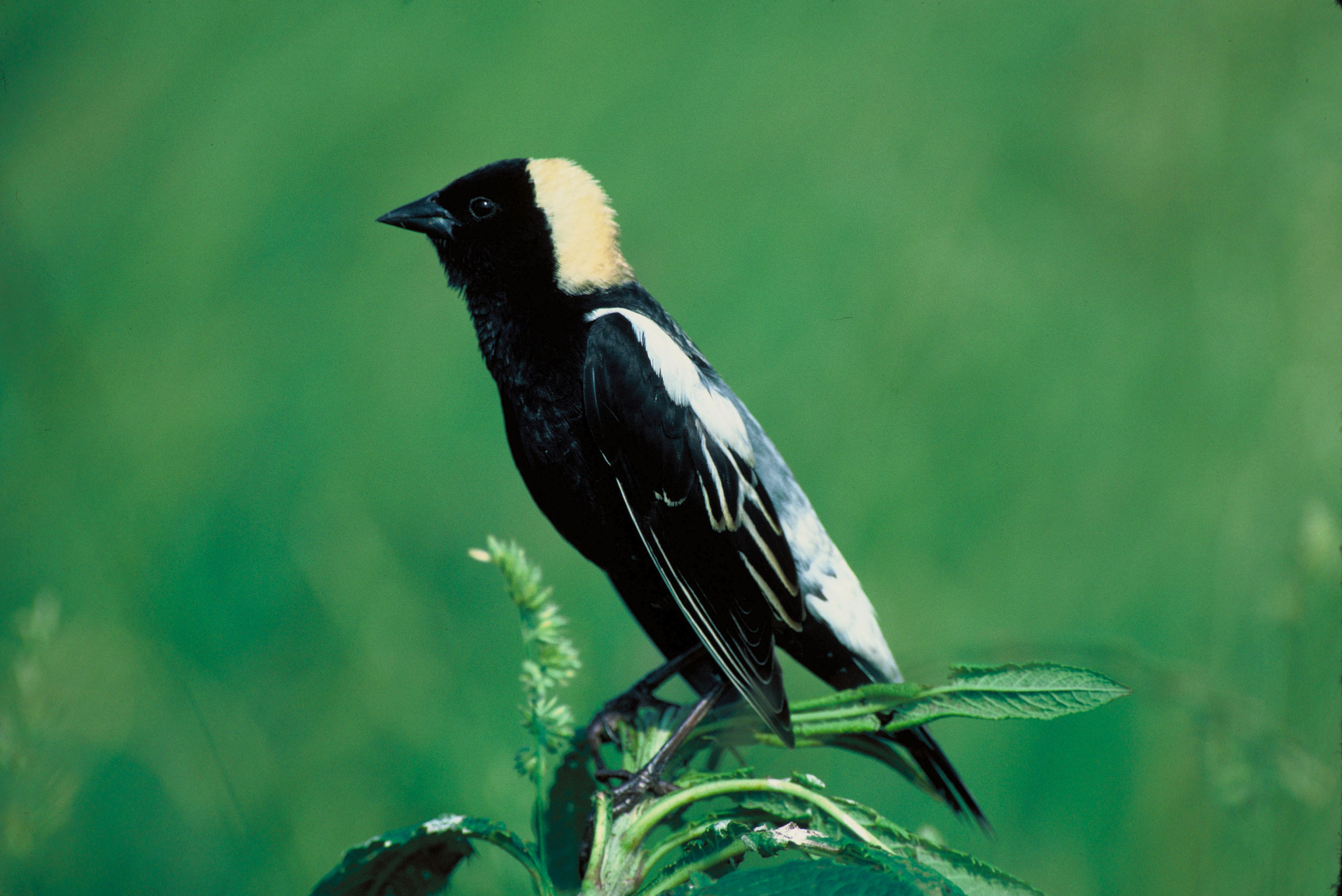
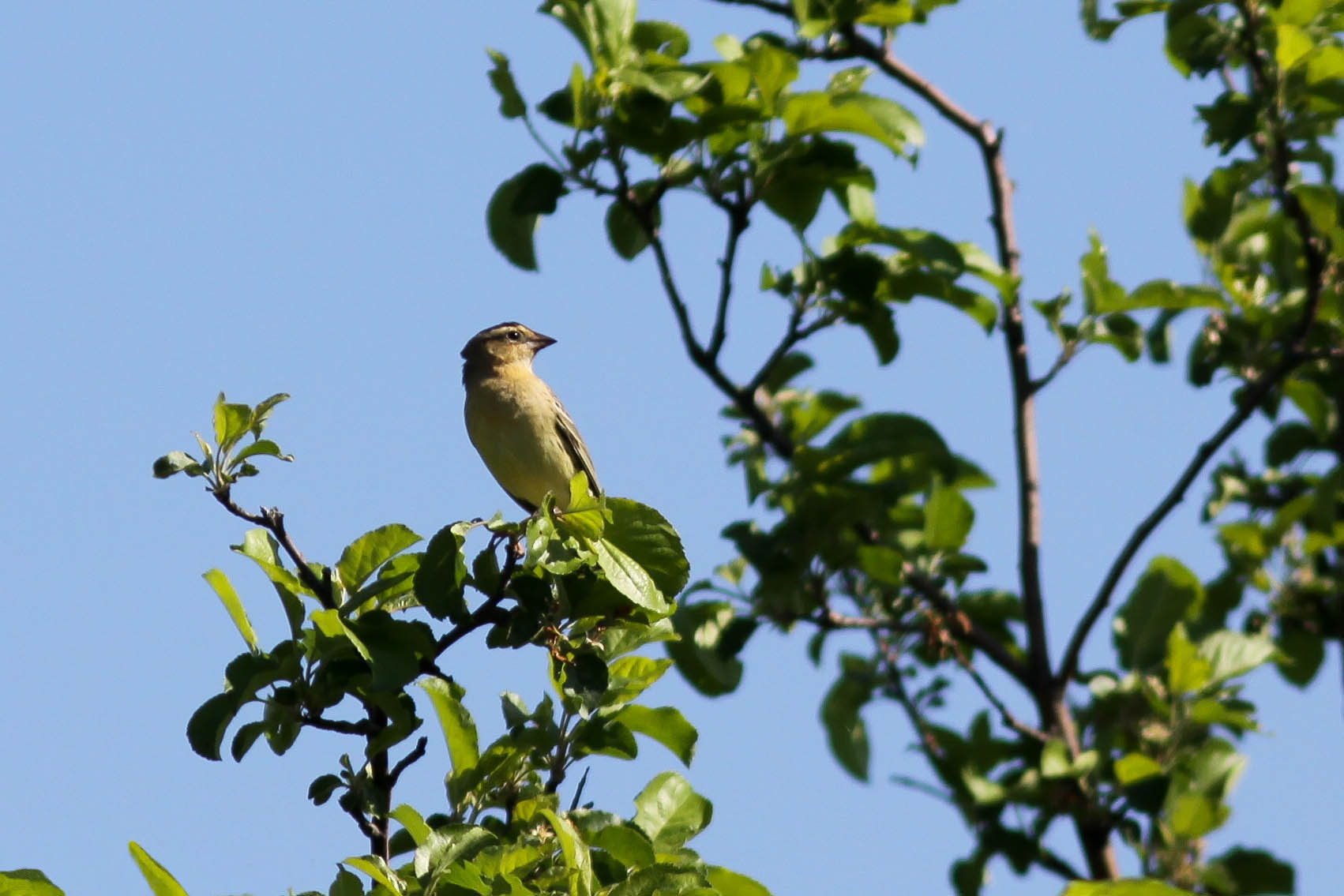
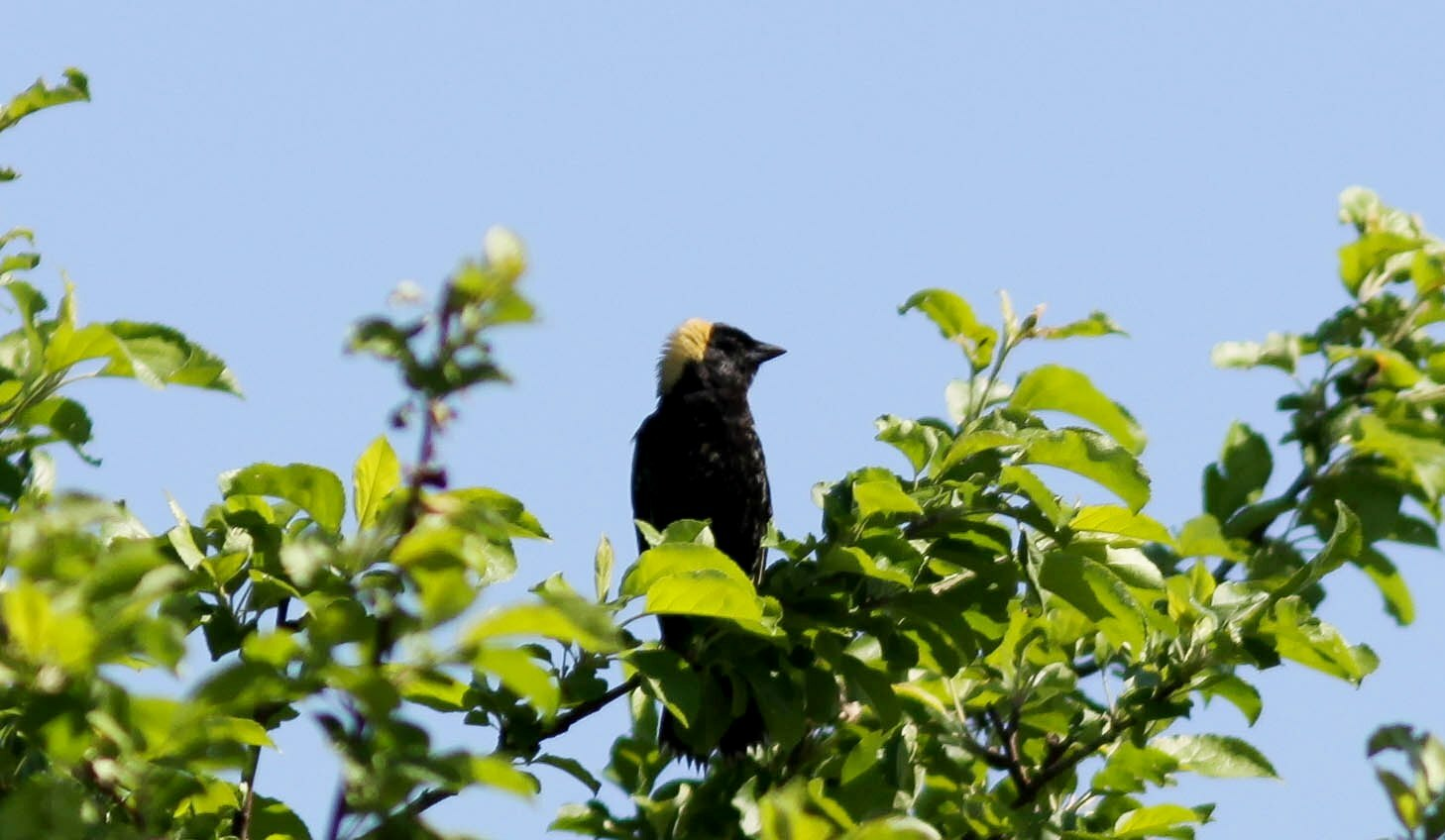
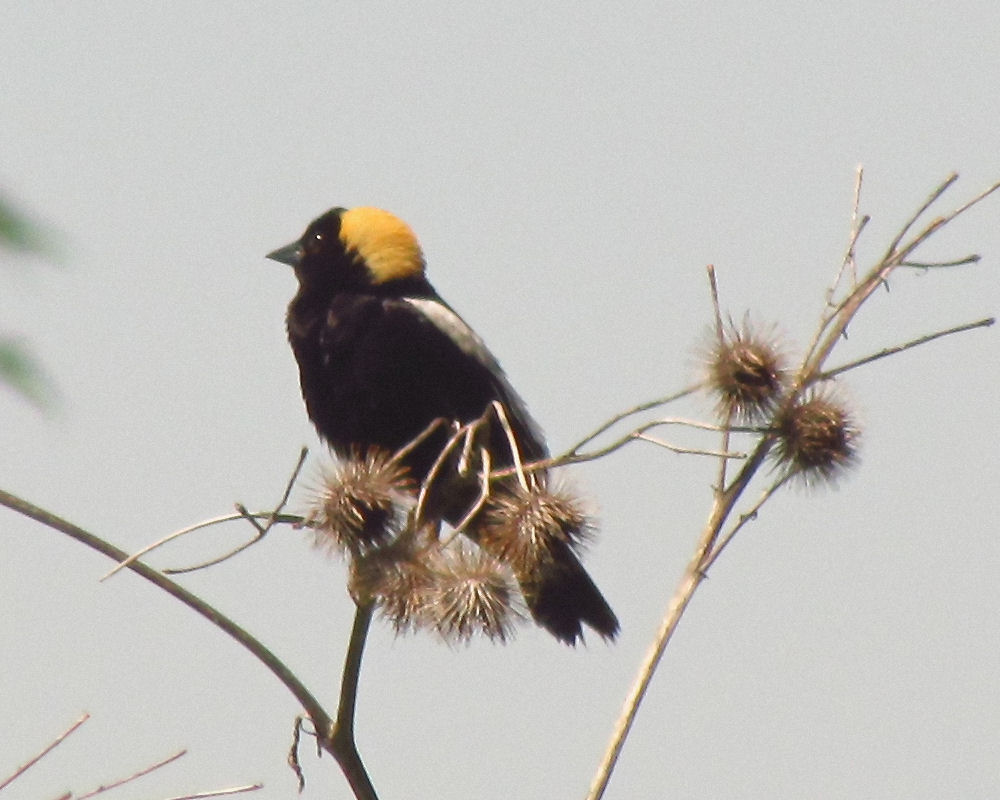
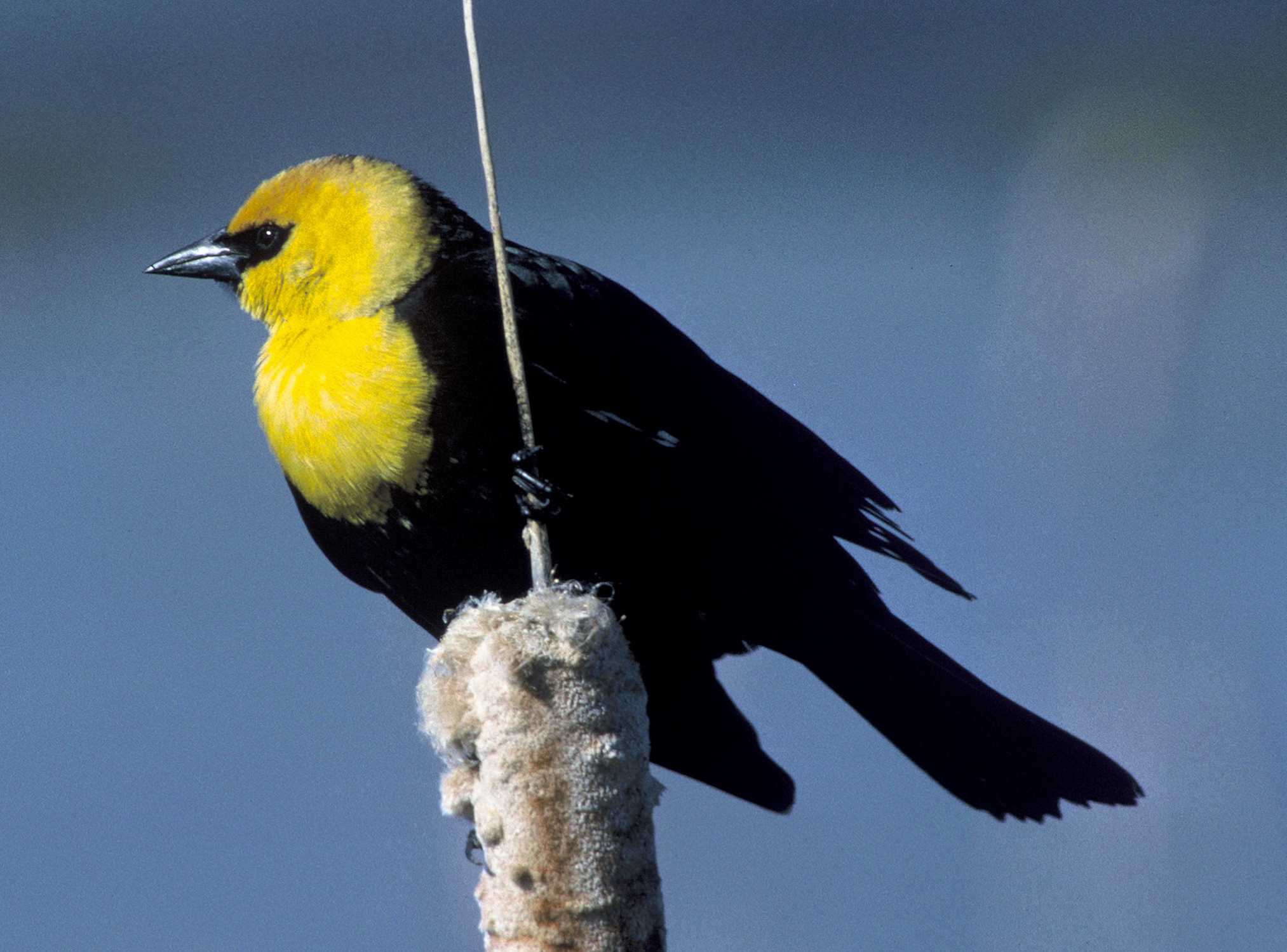